# کیم یی سئول
کیم یی سئول (Kim Yi-seol) (زاده ۱۹۷۵) نویسنده کره جنوبی است. او در سال ۱۹۷۵ در Yesan، Chungcheongnamdo به دنیا آمد. فعالیت ادبی خود را زمانی آغاز کرد که داستان کوتاهش "Yeolse sal" (열세 살 Thirteen) در مسابقه نویسنده جدید سئول شینمون در سال ۲۰۰۶ برنده شد.
در سال ۲۰۱۲ برنده اولین جایزه ادبی برنده هوانگ سان برای ادبیات جدید، و سومین جایزه نویسنده جوان Munhakdongne شد.
آثار کیم یی سئول دارای داستان‌های زیادی است که به رابطه بین مادر و کودک مربوط می‌شود، مانند زایمان و مراقبت از کودک. کیم یی سول گفته‌است که اگر تجربه زایمان را نداشت، نمی‌توانست چنین داستان‌هایی بنویسد. او بیان کرده‌است که از طریق بارداری و زایمان تجربه کرده‌است که چگونه کودکان ضعیف و ناامن هستند و چگونه نباید پیوند آنها با مادرشان گسسته شود.

## آثار
- Oneulcheoreom goyohi (오늘처럼 고요히 آرام مثل امروز)، ۲۰۱۶.
- Seonhwa (선화)، ۲۰۱۴.
- Hwanyeong (환영 خوش آمدید)، ۲۰۱۱.
- Amudo malhaji anneun geotdeul (아무도 말하지 않는 것들 چیزهایی که هیچ‌کس نمی‌گوید)، ۲۰۱۰.
- Nappeun pi (나쁜 피 Bad Blood)، ۲۰۰۹.

### آثار در ترجمه
- Willkommen (آلمانی)

## جوایز
- هوانگ سان برنده جایزه ادبی برای ادبیات جدید، ۲۰۱۲.
- جایزه نویسنده جوان Munhakdongne، ۲۰۱۲.